# Dreifaltigkeitskirche (Litíč)

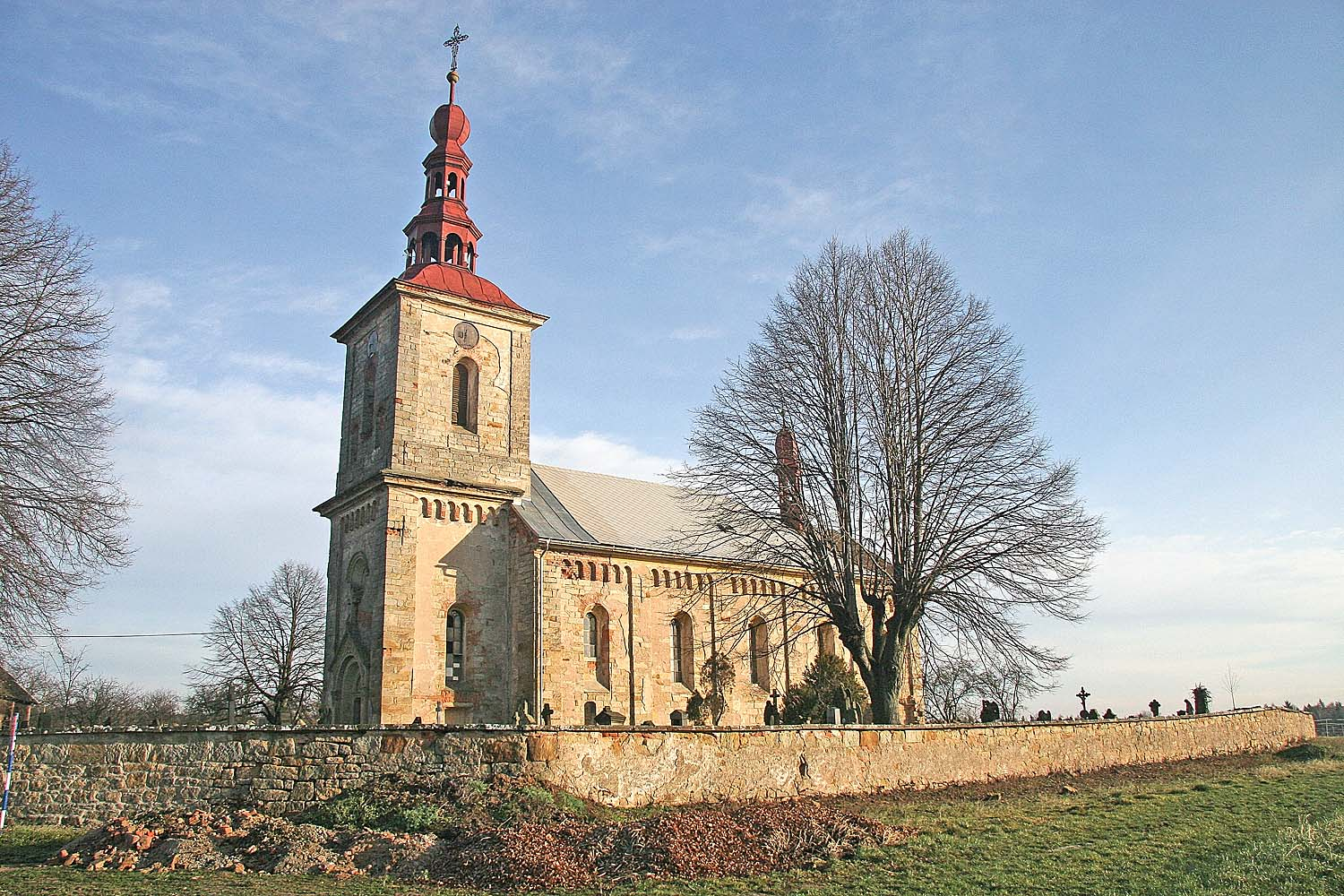
Dreifaltigkeitskirche Litíč

Die Dreifaltigkeitskirche in Litíč (deutsch Littitsch) ist Filialkirche der römisch-katholischen Pfarrkirche von Dvůr Králové nad Labem (Königinhof) im Okres Trutnov in Tschechien.

## Geschichte
Das Dorf im altböhmischen Königgrätzer Kreis wurde 1527 erstmals erwähnt. Es gelangte 1660, 1675 und 1685 an die Schurzer Jesuiten. Die alte Kirche wurde 1586 auf Kosten Johann Lítickys des Älteren von Schönau und auf Lititsch erbaut. An diese Stiftung erinnert eine Inschrift am Türsturz. Wegen Baufälligkeit wurde das alte Gotteshaus 1860 abgetragen und von 1860 bis 1861 die jetzige Kirche in neuromanischem Stil erbaut. Die Glocken wurden im Ersten Weltkrieg beschlagnahmt. Sie stammten aus dem Jahr 1597, umgegossen 1853, 1636, 1777, und von 1751. Der Friedhof ist um die Kirche angelegt.